# Krystian Lupa
Krystian Lupa, född 7 november 1943 i Jastrzębie-Zdrój i vojvodskapet Śląsk (Schlesien), är en polsk teaterregissör som ofta också själv formger scenografin till sina uppsättningar.

## Biografi
Till att börja med studerade Krystian Lupa fysik vid Uniwersytet Jagielloński i Kraków. Åren 1963–1969 studerade han vid Jana Matejkis konstakademi också i Kraków där han avlade examen i grafisk formgivning. Därefter studerade han filmregi under två år vid den nationella filmhögskolan i Łódź och från 1973 teaterregi vid Państwowa Wyższa Szkoła Teatralna im. Ludwika Solskiego (Ludwik Solskis teaterhögskola) i Kraków. Under studierna tog han intryck av regissörerna Konrad Swinarski och Tadeusz Kantor. Lupa debuterade som regissör 1976 med Sławomir Mrożeks Rzeznia (Slakthuset) på Nowidateatern i Jelenia Góra. Från 1978 knöts han till Stary Teatr i Kraków där hans första produktion var Witold Gombrowicz Iwona, księżniczka Burgunda (Yvonne, prinsessa av Burgund). Han hör till den skola som betraktar repetitionerna som ett undersökande laboratorium och inte som ett utrymme för regissören att driva igenom färdiguttänkta scenerier och regiidéer. Allra längst gick han 1984 när han satte upp Gombrowicz Ślub (Vigseln). Repetitionsperioden hade varat nio månader och vid genrepet var föreställningen tolv timmar lång. Han är känd för att kräva total hängivenhet av skådespelarna och för att vara obarmhärtig om de framställer klichéer på scenen.
Lupa började sin regikarriär med det polska avantgardet inom den absurda teatern och andra samtidsdramatiker som österrikaren Thomas Bernhard. Med tiden kom han att tycka att dramatik var för välgjord och han började istället att bearbeta stora europeiska romaner som Fjodor Dostojevskijs Bröderna Karamasov, Robert Musils Mannen utan egenskaper och Hermann Brochs trilogi Sömngångare. Hans uppsättningar har ofta turnerat internationellt och varit inbjudna till olika festivaler, till exempel Avignonfestivalen. Bland alla priser han tilldelats kan nämnas att han som nummer tretton 2009 mottog det europeiska teaterpriset Premio Europa.
1999 gästade hans uppsättning av Werner Schwabs Prezidentky (Presidentskorna) med Teatr Polski från Wrocław Teater Replica i Stockholm.